# Slimane Benaïssa
Pour les articles homonymes, voir Benaïssa.
Slimane Benaïssa (en arabe : سليمان بنعيسى), né le 11 décembre 1943 à Guelma en Algérie, est un acteur, écrivain et dramaturge algérien.

## Biographie
Slimane Benaïssa est né à Guelma (wilaya de Guelma) dans l'est algérien. Il est de père mozabite et de mère chaouie.
Slimane Benaïssa fait des études de Mathématiques avant de servir militairement en 1965 à Cherchell. En 1967, il commence alors une carrière de théâtre. Il écrit alors Boualem Zid El Goudem (Boualem Va De L'Avant) et co-dirige la première troupe de théâtre amateur d'Algérie, «Théâtre et Culture».
Proche de Kateb Yacine, il adapte pour le théâtre La Poudre d’Intelligence. Ce travail se poursuit avec la traduction en arabe dialectal de toute son œuvre, incluant une collaboration pour l’adaptation dialectale de Mohamed Prends Ta Valise (jouée en France en 1970 et 1971), Palestine Trahie, Le Roi de l’Ouest et La Guerre De Deux Mille Ans,.
En 1978, il fonde sa propre compagnie de théâtre indépendant en Algérie, où il mettra en scène Boualem Zid El Goudem (Boualem Va De L'Avant), qui sera ensuite adapté sur grand écran en 1980 par Moussa Haddad, puis Youm El Djem’a (Le Vendredi), El Mahgour (Le Méprisé), Babour Ghraq (Le Bateau Coule), qui sera jouée plus de 500 fois en moins de six ans, et Rak Khouya Ou Ana Chkoune ? (Au Delà Du Voile),.
Depuis sa création, la troupe a donné plus de 1200 représentations en Algérie et à l’étranger (France, Belgique, Suisse, Allemagne, Koweït, Malte, Tunisie). Après plus de vingt ans d’activité théâtrale dans son pays, Slimane Benaïssa est contraint de s’exiler en France en 1993.
La même année, il reçoit le Grand Prix Francophone de la Société des Auteurs et Compositeurs Dramatiques (SACD). De 1995 à 1997, il est professeur associé à la Faculté des Lettres de l’université de Limoges et anime des stages au Luxembourg (1995), à Dijon (2003) et à Massilly (2004). Son premier roman, Le Fils De L’Amertume, publié chez Plon, rencontre un grand succès. Adaptée au théâtre par la compagnie GRAT de Jean-Louis Hourdin pour le Festival d’Avignon, la pièce est reprise à la MC93 Bobigny avant de partir en tournée en France et en Suisse.
À la suite de ce succès, Slimane Benaïssa est nommé en 2000 par le président de la République française membre du Haut Conseil de la francophonie. Son spectacle Prophète Sans Dieu a été programmé au Théâtre International de Langue Française (TILF) à Paris. Après une tournée, la pièce est présentée au Festival d’Avignon en 2001.
En 2005, il devient Docteur honoris causa de l’Institut National des Langues et Civilisations Orientales (INALCO). Son texte Au-delà Du Voile est réédité chez Lansman en 2008 et mis en scène au Festival d’Avignon par Agnès Renault de la compagnie de l’Arcade.
De 2010 à 2021, il interprète le rôle de Ahmed Nassri dans la série française Plus Belle La Vie sur France 3.

## Pièces de théâtre
- Echâab (Le Peuple) en 1967
- La Poudre d'intelligence en 1968
- Boualem Zid El Goudem (Boualem avance encore) SONELEC en 1974
- Youm el djemâa (Le vendredi), Théâtre régional de Annaba en 1976
- El mahgour, Théâtre régional de Annaba en 1978
- Babour ghraq (Le bateau a coulé) en 1983
- Rak khouya wana Echkoun à Alger en 1990 ou 1991
- Au delà du voile, publié aux Éditions Lansman en 1991
- Le conseil de discipline, publié aux Éditions Lansman en 1994
- Marianne et le Marabout, publié aux Éditions Lansman en 1995
- Les fils de l'amertume, publié aux Éditions Lansman en 1996 et 1996
- Un homme ordinaire pour quatre femme particulières, publié aux Éditions Lansman en 1997
- Prophètes sans Dieu, publié aux Éditions Lansman en 1999 et 2001
- L'avenir oublié, publié aux Éditions Lansman en 1999
- Amour à l'Arabière (Joué les tours)
- Ailleurs, ailleurs, publié aux Éditions Lansman en 2000
- Mémoires à la dérive, publié aux Éditions Lansman en 2001[9]
- Noir-Hamlet, mis en scène par Michel Dezoteux, en 2002 sous le nom "un noir, une blanche"
- Les Confessions d'un musulman de mauvaise foi, publié aux Éditions Lansman en 2004
- Les papiers de l'amour en 2008
- Exil sans GPS en 2010
- Well moudja welat en 2012

## Filmographie

### Cinéma
- 1980 : Boualem Zid El Goudem de Moussa Haddad
- 1997 : L'Autre Côté De La Mer de Dominique Cabrera : Boualem
- 2000 : Le Harem de Madame Osmane de Nadir Moknèche : militaire
- 2003 : C'était Pas La Guerre, court métrage d'Alexandrine Brisson : l'homme au burnous
- 2008 : Mostefa Ben Boulaïd, film d'Ahmed Rachedi : Massali El Hadj

### Télévision
- 2010 - 2021 : Plus belle la vie : Ahmed Nassri (44 épisodes, saisons 6 à 17)
- 2013 : Détectives (Saison 1, épisode 1 : Convictions intimes) : M. Ibrahimi
- 2023 : Le Secret de la grotte de Christelle Raynal : Ali Lekcir

## Romans
- 1999 : Les fils de l'amertume, Éditions Plon
- 2001 : Le silence de la falaise, Éditions Plon
- 2003 : La dernière nuit d'un damné, Éditions Plon[9]
- 2005 : Les colères du silence, Éditions Plon.

## Essais
- Mes sept lieux d'écriture[9].